# Perizoma amblyodes
Perizoma amblyodes là một loài bướm đêm trong họ Geometridae.